# 맷 테리
매슈 제임스 테리(Matthew James Terry, 1993년 5월 20일 ~ ), 간단히 맷 테리(Matt Terry)는 잉글랜드의 가수이자 송라이터이다. 2016년 《더 엑스 팩터 시즌 13》에 참가하여 우승하였다. 데뷔 앨범 Trouble은 2017년 11월 24일 발매되었다.